# Charles Ollivon

a Compétitions nationales et continentales officielles uniquement.

b Matchs officiels uniquement.
Dernière mise à jour le 25 novembre 2024.
Charles Ollivon, né le 11 mai 1993, à Bayonne ou Saint-Pée-sur-Nivelle selon les sources, est un joueur international français de rugby à XV qui joue au poste de troisième ligne centre ou troisième ligne aile au Rugby club toulonnais. 
Originaire du Pays basque, Charles Ollivon commence sa carrière à l'Aviron bayonnais avant de signer au RC Toulon en 2015. Avec le club varois, il se hisse en finale du Top 14 en 2016 et 2017 et du Challenge européen en 2020 et 2022 sans l'emporter. Il soulève finalement le trophée continental l'année suivante.
Ses performances en club l'amènent à faire ses débuts en équipe de France en 2016 sous Guy Novès et participer à sa première Coupe du monde en 2019 au Japon. Désigné capitaine du XV de France au début du mandat de Fabien Galthié, il cède son brassard à Antoine Dupont à l'automne 2021 mais reste vice-capitaine. Une blessure l'empêche de prendre part au Grand Chelem 2022 mais il redevient titulaire avant la Coupe du monde 2023. Durant cette compétition, il devient le meilleur marqueur d’essais chez les avants en équipe de France devant son prédécesseur au poste Olivier Magne.

## Biographie

### Jeunesse
Né à Bayonne ou Saint-Pée-sur-Nivelle selon les sources, Charles Ollivon est formé au Saint-Pée union club dès l'âge de cinq ans. En cadets première année, il joue deuxième ligne dans l'entente de la Nivelle (Saint-Pée, Ascain, Sare et Saint-Jean-de-Luz). En 2012, il arrive chez les cadets de l'Aviron bayonnais. Ce jeune Basque est attaché à sa région : il est abonné à l'Aviron bayonnais et socio à la Real Sociedad, avant de devoir renoncer pour se consacrer à son sport. En junior Reichel, il passe au poste de troisième ligne centre. Il devient champion de France Reichel en 2012 et vice-champion de France espoirs en 2014. Durant cette période, et malgré des prestations remarquées, il n'est pas retenu dans les équipes de jeunes des sélections françaises.

### Débuts à Bayonne
Il débute en Top 14 le 30 mars 2013, face à Bordeaux Bègles. En avril, il connaît une première blessure importante, nécessitant une opération à l'épaule. Il ne délaisse pas ses études : cette année-là, il obtient un BTS MUC (management des unités commerciales). Durant la saison 2013-2014, il dispute neuf rencontres de Top 14, dont six en tant que titulaire,. Il est à nouveau blessé en janvier face à Perpignan.
Ses bonnes prestations couplées à ses qualités (puissance, rapidité, anticipation, sens du déplacement) et une bonne agilité des deux mains avec le ballon — qu'il explique par la pratique de la pelote basque durant son enfance — le font remarquer par l'encadrement de l'équipe de France. Yannick Bru, adjoint de Philippe Saint-André vient le superviser au stade Jean-Dauger lors de la première rencontre de la saison 2014-2015, face à Toulon,. Il honore sa première cape internationale le 8 novembre 2014 contre les Fidji, au stade Vélodrome de Marseille. Il s'ensuit une deuxième le 22 novembre 2014 contre l'Argentine, au Stade de France. Initialement retenu dans le groupe de 31 joueurs sélectionnés pour préparer le Tournoi des Six Nations 2015, il doit finalement déclarer forfait, en raison d'une entorse acromio-claviculaire à l'épaule droite, survenue lors d'une rencontre de Challenge européen, face à La Rochelle,.
Il est lié à l'Aviron bayonnais jusqu'en juin 2017, mais, en 2015, à la suite de la relégation du club basque en Pro D2, il rejoint le Rugby club toulonnais pour trois saisons.

### Blessures et retour au plus haut
Il commence la saison 2016-2017 en marquant un essai dès le premier match, face à son ancien club. Mais il n'empêche pas la victoire de Bayonne sur Toulon (28-23). Le 4 novembre 2016, il signe un nouveau contrat de quatre ans, qui le lie au Rugby club toulonnais jusqu'en juin 2021.
En octobre 2016, il est appelé par Guy Novès pour le stage de préparation de la tournée d'automne de l'équipe de France. Durant cette tournée, il dispute l'intégralité des trois test matchs (Samoa, Australie et Nouvelle-Zélande). Il marque son premier essai international le 12 novembre 2016 au Stadium de Toulouse, contre les Samoa. En juin 2017, l'encadrement du XV de France l'intègre dans la liste Élite des joueurs protégés par la convention FFR/LNR pour la saison 2017-2018.

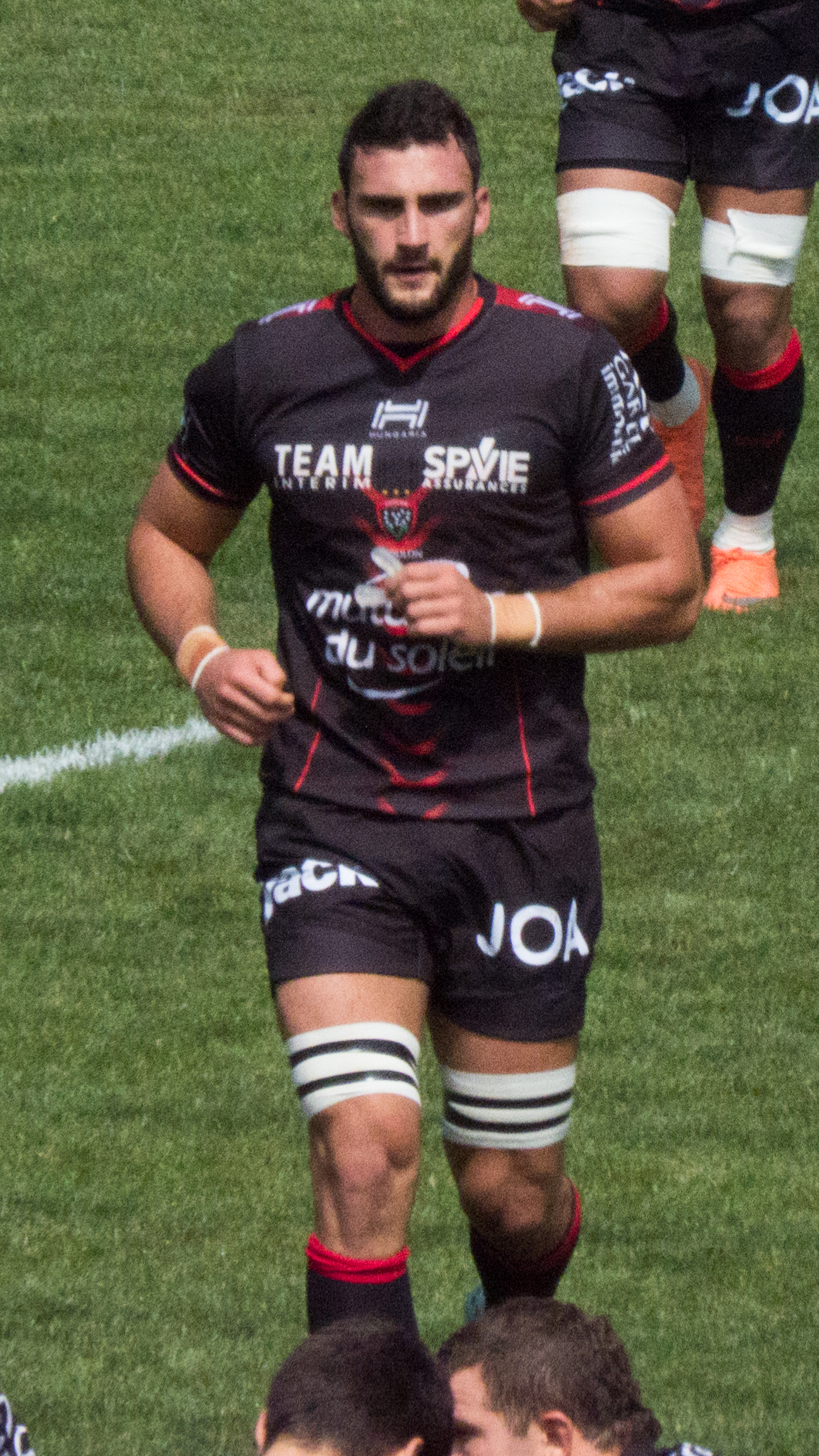
Charles Ollivon sous le maillot du RC Toulon, le 1 9 2018.

En avril 2017, il est blessé à l'épaule gauche sur un plaquage contre le Castres olympique. Cette blessure s'aggrave en août lors d'un match amical face à Lyon, et Ollivon doit être opéré pour une fracture de l'omoplate. Cette longue indisponibilité le prive de la saison en club, mais aussi de toute possibilité de sélection avec le XV de France. En septembre 2018, moins de deux mois après son retour sur les terrains d'entraînements du RC Toulon, il rechute. Une possible fin de carrière est alors évoquée pour l'international de 25 ans, qui doit se battre pour être à nouveau opéré. 
Après plus de deux ans loin des pelouses, il fait son retour en mars 2019 contre le Montpellier Hérault rugby. Sa très belle fin de saison lui vaut un appel du sélectionneur Jacques Brunel pour préparer la Coupe du monde au Japon. Alors qu'il est initialement réserviste, l'encadrement de l'équipe décide de l'intégrer dans le groupe définitif grâce à de bonnes performances au cours de la préparation. Il fait son retour en Bleu le 17 août 2019 à l’occasion du premier match de préparation du Mondial 2019 au Japon contre l'Écosse à l'Allianz Riviera de Nice. Son excellente prestation lui vaut d'être rappelé pour le match retour à Murrayfield dans le cadre du second match de préparation pour la Coupe du monde. Il marque le deuxième essai français durant le quart de finale de la Coupe du monde de rugby 2019 contre le pays de Galles.

### Capitaine du XV de France

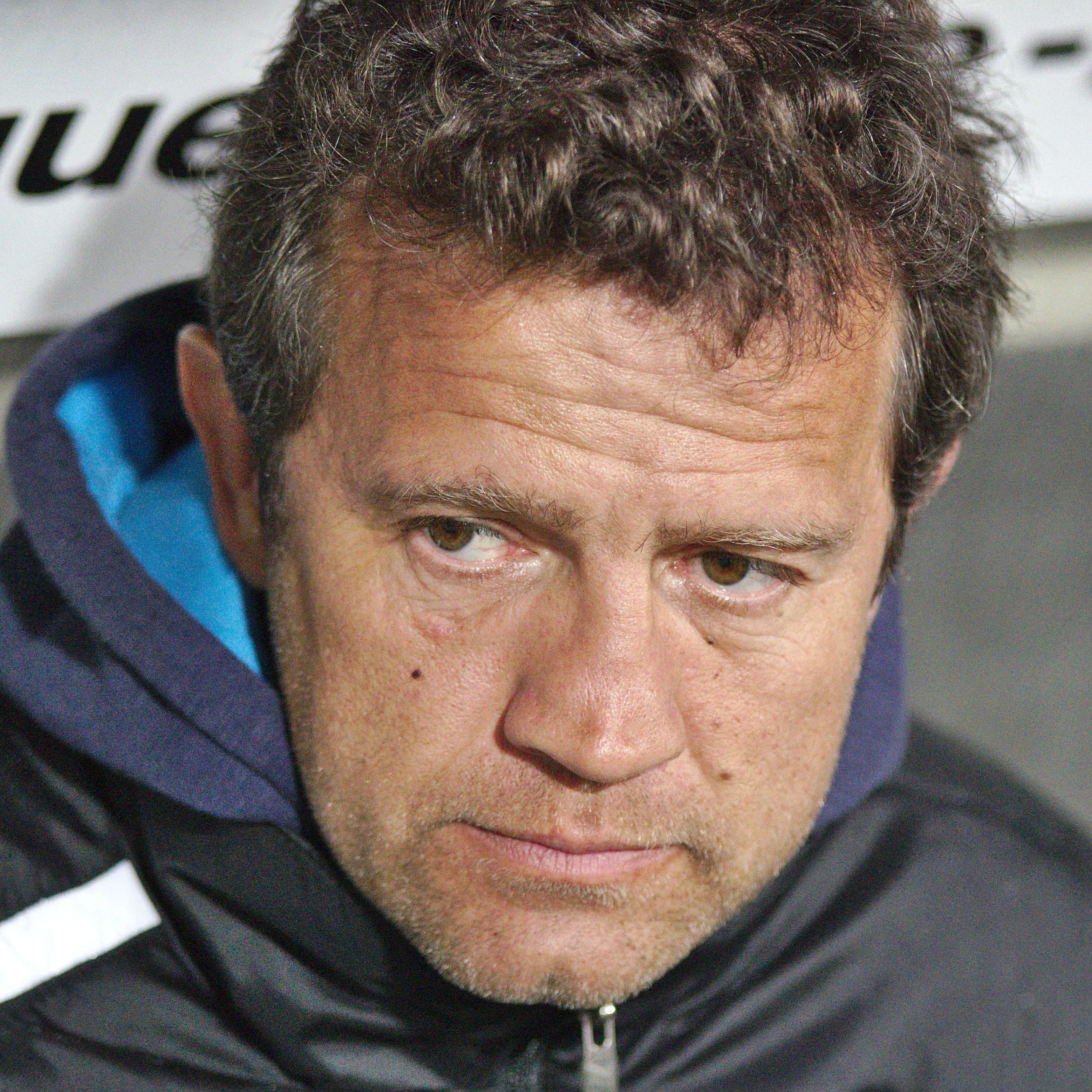
Fabien Galthié est l'entraîneur de Charles Ollivon en 2017-2018 avant de le nommer capitaine du XV de France en 2020.

Le 8 janvier 2020, le nouvel encadrement de l'équipe de France, dirigé par Fabien Galthié et Raphaël Ibañez, décide de lui confier le capitanat du XV de France pour le Tournoi des Six Nations 2020. Son premier match en tant que capitaine, joué le 2 février 2020 au Stade de France face à l'Angleterre, est aussi sa première titularisation dans le Tournoi : il n'avait connu qu'un poste de remplaçant face à l'Irlande en 2017. Il s'illustre contre les vice-champions du monde en marquant deux essais : le premier à la 19e sur une passe de Vincent Rattez et le second à la 55e après une percée d'Antoine Dupont, offrant à son équipe une belle victoire (24-17). Une semaine plus tard, il marque à nouveau face à l'Italie à la 17e, et inscrit un quatrième essai lors de la défaite contre l'Écosse lors de la 4e journée du Tournoi (28-17). Cette réalisation fait de lui le meilleur marqueur de cette édition, ce qui est très rare pour un troisième ligne : ce n'était pas arrivé depuis 16 ans, lorsqu'Imanol Harinordoquy avait reçu cette distinction. Le match contre l'Irlande, prévu le 14 mars, est reporté au 31 octobre en raison de la pandémie de Covid-19. Malgré la victoire (35-27), la France termine deuxième de cette édition, derrière l'Angleterre, avec quatre victoires et une seule défaite. 
Lors de la Coupe d'automne, il mène l'équipe à la victoire contre l'Écosse (15-22) le 22 novembre. Il est ensuite contraint par les accords entre la FFR et la LNR de quitter le groupe et de rentrer en club, cédant son brassard à Baptiste Serin contre l'Italie, et à Baptiste Couilloud pour la finale contre l'Angleterre. Les Bleus terminent deuxièmes de la compétition. 
Malgré cette défaite, la saison 2020 est considérée comme une éclatante réussite pour les Bleus, sous le capitanat apprécié et efficace de Charles Ollivon et la direction de Fabien Galthié. Le XV de France atteint la 4e place du classement mondial.
Le 11 janvier 2021, le groupe des Bleus pour la préparation du Tournoi des Six Nations 2021 est annoncé ; sans surprise, Ollivon conserve son titre de capitaine. Malgré une sortie sur commotion le 27 janvier lors de la victoire de Toulon face au Stade français, il prend pleinement part à la victoire des Bleus face à l'Italie le 6 février à Rome (10-50). En deuxième journée, il brille face à l'Irlande, auteur d'un essai (29e) et meilleur défenseur de son équipe (20 plaquages). C'est la première victoire (13-15) du XV de France à l'Aviva Stadium de Dublin depuis 2011. 
Deux jours après la victoire, un premier cas de Covid-19 est signalé dans l'entourage du XV de France. De nouvelles contaminations sont signalées au fil des jours, dont celles de Charles Ollivon le 22 février. Cette irruption de la pandémie dans le Tournoi, qui en était jusque là resté indemne, entraîne l'ajournement du match contre l'Écosse au 26 mars.  
En l'absence de nouvelle contamination, les Bleus rencontrent l'Angleterre à Twickenham le 12 mars (23-20). Ollivon réalise un grand match la semaine suivante face au pays de Galles (30-32) : efficace, il affiche 100 % de réussite sur ses 21 plaquages. Surtout, il est l'auteur du 3e essai français, qui relance le match à la 77e minute, et mène avec sang-froid la dernière attaque, qui débouche sur un essai décisif de Brice Dulin à la 82e minute. La défaite face à l'Écosse (23-27) laisse les Bleus à la deuxième place du Tournoi. 
Ollivon reprend la saison en club à Toulon. Lors de la 26e journée, il se blesse face au Castres olympique, dans un match qui aurait pu permettre à son club d'atteindre les phases finales de Top 14. Cette rupture du ligament croisé du genou gauche l'éloigne des terrains pendant au moins 6 mois. Il est absent de la préparation du Tournoi des Six Nations 2022. 
Il fait son retour à la fin de la saison 2021-2022, mais Toulon n'accède pas aux phases finales, malgré une remontée importante et une série de 6 victoires d'affilée. Libéré par son club, Ollivon est invité à prendre le capitanat des Barbarians britanniques, qui jouent contre l'Angleterre le 19 juin à Twickenham. Entraînée par le staff français de Fabien Galthié, l'équipe l'emporte 52 à 21, notamment grâce à un essai d'Ollivon en première mi-temps.

### Retour en sélection nationale
Dans la foulée de la victoire à Twickenham, le groupe de 42 joueurs retenus pour la tournée de juillet 2022 au Japon est annoncé. Charles Ollivon fait son retour en équipe de France après plus d'un an d'absence, et retrouve le rôle de capitaine pour affronter les Brave Blossoms les 2 et 9 juillet. Quelques mois plus tard, il est convoqué afin de participer à la tournée d'automne, en novembre 2022. Il dispute ensuite le Tournoi des Six Nations 2023, achevé à la deuxième place derrière l'Irlande. Il termine la compétition avec un doublé inscrit face à l'Angleterre lors de la large victoire 53 à 10 des Français à Twickenham. 
Durant la saison 2022-2023, le RC Toulon atteint la finale du Challenge européen où elle affronte les Glasgow Warriors. Pour cette rencontre, il est titulaire en troisième ligne aux côtés de Cornell du Preez et Sergio Parisse ; et son équipe l'emporte sur le score de 43 à 19,. À l'issue de cette saison, il est nommé pour l'Oscar d'Or aux Oscars du Midi olympique, récompensant le meilleur joueur français de la saison. 
Sélectionné fin juin 2023 dans une liste de 42 joueurs pour préparer la Coupe du monde 2023, il fait partie de la liste officielle des 33 joueurs qui jouent la compétition. Contre la Namibie en phase de poules, il inscrit deux essais lors de la victoire française 96-0, portant son total dans le domaine à 15. Il bat ainsi le record du nombre d'essais inscrits par un avant en équipe de France, dépassant les 14 essais d'Olivier Magne.
En fin d'année 2023, il est récompensé lors des Prix World Rugby, étant sélectionné dans le XV masculin de l'année.
En décembre 2023, il prolonge son contrat avec le RC Toulon jusqu'en juin 2027.

## Statistiques

### En équipe nationale
Au 23 novembre 2024, Charles Ollivon compte 46 sélections, dont 38 en tant que titulaire, pour seize essais marqués, depuis sa première cape face aux Fidji, le 8 novembre 2014. Il a pris part à cinq éditions du Tournoi des Six Nations en 2017, 2020, 2021, 2023 et 2024. Il dispute également deux éditions de la Coupe du monde en 2019 et 2023. 
| Année | Compétition                 | Matchs | Points | Essais |
| ----- | --------------------------- | ------ | ------ | ------ |
| 2014  | Test matchs                 | 2      | -      | -      |
| 2016  | Test matchs                 | 3      | 5      | 1      |
| 2017  | Six Nations                 | 1      | -      | -      |
| 2019  | Test matchs                 | 2      | -      | -      |
| 2019  | Coupe du monde              | 3      | 5      | 1      |
| 2020  | Six Nations                 | 5      | 20     | 4      |
| 2020  | Test matchs                 | 1      | 5      | 1      |
| 2020  | Coupe d'automne des nations | 1      | -      | -      |
| 2021  | Six Nations                 | 5      | 10     | 2      |
| 2022  | Test matchs                 | 5      | 5      | 1      |
| 2023  | Six Nations                 | 5      | 10     | 2      |
| 2023  | Test matchs                 | 2      | 5      | 1      |
| 2023  | Coupe du monde              | 4      | 10     | 2      |
| 2024  | Six Nations                 | 5      | 5      | 1      |
| 2024  | Test matchs                 | 2      | -      | -      |
| Total | Total                       | 46     | 80     | 16     |

| Adversaire       | Matchs joués | Victoires | Défaites | Nuls | Essais | Points | % de victoire |
| ---------------- | ------------ | --------- | -------- | ---- | ------ | ------ | ------------- |
| Angleterre       | 4            | 3         | 1        | 0    | 4      | 20     | 75            |
| Afrique du Sud   | 2            | 1         | 1        | 0    | 0      | 0      | 50            |
| Argentine        | 3            | 2         | 1        | 0    | 0      | 0      | 66.67         |
| Australie        | 3            | 2         | 1        | 0    | 0      | 0      | 66.67         |
| Écosse           | 8            | 5         | 3        | 0    | 2      | 10     | 62.5          |
| Fidji            | 1            | 1         | 0        | 0    | 0      | 0      | 100           |
| Pays de Galles   | 6            | 5         | 1        | 0    | 3      | 15     | 83.33         |
| Irlande          | 5            | 2         | 3        | 0    | 1      | 5      | 40            |
| Italie           | 5            | 4         | 0        | 1    | 2      | 10     | 80            |
| Japon            | 3            | 3         | 0        | 0    | 1      | 5      | 100           |
| Namibie          | 1            | 1         | 0        | 0    | 2      | 10     | 100           |
| Nouvelle-Zélande | 2            | 2         | 0        | 0    | 0      | 0      | 100           |
| Samoa            | 1            | 1         | 0        | 0    | 1      | 5      | 100           |
| Tonga            | 1            | 1         | 0        | 0    | 0      | 0      | 100           |
| Total            | 46           | 33        | 12       | 1    | 16     | 80     | 71.74         |

| Essai | Date              | Lieu                                   | Adversaire     | Compétition         | Résultat | Score |
| ----- | ----------------- | -------------------------------------- | -------------- | ------------------- | -------- | ----- |
| 1     | 12 novembre 2016  | Stadium de Toulouse, Toulouse          | Samoa          | Test match          | Victoire | 52-8  |
| 2     | 20 octobre 2019   | Stade d'Oita, Ōita                     | Pays de Galles | Coupe du monde 2019 | Défaite  | 20-19 |
| 3     | 2 février 2020    | Stade de France, Saint-Denis           | Angleterre     | Six Nations 2020    | Victoire | 24-17 |
| 4     | 2 février 2020    | Stade de France, Saint-Denis           | Angleterre     | Six Nations 2020    | Victoire | 24-17 |
| 5     | 9 février 2020    | Stade de France, Saint-Denis           | Italie         | Six Nations 2020    | Victoire | 35-22 |
| 6     | 8 mars 2020       | Murrayfield Stadium, Édimbourg         | Écosse         | Six Nations 2020    | Défaite  | 28-17 |
| 7     | 24 octobre 2020   | Stade de France, Saint-Denis           | Pays de Galles | Test match          | Victoire | 38-21 |
| 8     | 14 février 2021   | Aviva Stadium, Dublin                  | Irlande        | Six Nations 2021    | Victoire | 15-13 |
| 9     | 20 mars 2021      | Stade de France, Saint-Denis           | Pays de Galles | Six Nations 2021    | Victoire | 32-30 |
| 10    | 20 novembre 2022  | Stadium, Toulouse                      | Japon          | Test match          | Victoire | 35-17 |
| 11    | 11 mars 2023      | Twickenham, Londres                    | Angleterre     | Six Nations 2023    | Victoire | 10-53 |
| 12    | 11 mars 2023      | Twickenham, Londres                    | Angleterre     | Six Nations 2023    | Victoire | 10-53 |
| 13    | 12 août 2023      | Stade Geoffroy-Guichard, Saint-Étienne | Écosse         | Test match          | Victoire | 30-27 |
| 14    | 21 septembre 2023 | Stade Vélodrome, Marseille             | Namibie        | Coupe du monde 2023 | Victoire | 96-0  |
| 15    | 21 septembre 2023 | Stade Vélodrome, Marseille             | Namibie        | Coupe du monde 2023 | Victoire | 96-0  |
| 16    | 25 février 2024   | Stade Pierre-Mauroy, Villeneuve-d'Ascq | Italie         | Six Nations 2024    | Nul      | 13-13 |

## Palmarès

### En club
- Aviron bayonnais
  - Vainqueur de la Coupe Frantz-Reichel en 2012

- RC Toulon
  - Finaliste du Championnat de France en 2016 et 2017
  - Finaliste du Challenge européen en 2020 et 2022
  - Vainqueur du Challenge européen en 2023

### En sélection

#### Tournoi des Six Nations
| Édition          | Rang | Résultats France | Résultats Ollivon | Matchs Ollivon |
| ---------------- | ---- | ---------------- | ----------------- | -------------- |
| Six Nations 2017 | 3    | 3 v, 0 n, 2 d    | 0 v, 0 n, 1 d     | 1/5            |
| Six Nations 2020 | 2    | 4 v, 0 n, 1 d    | 4 v, 0 n, 1 d     | 5/5            |
| Six Nations 2021 | 2    | 3 v, 0 n, 2 d    | 3 v, 0 n, 2 d     | 5/5            |
| Six Nations 2023 | 2    | 4 v, 0 n, 1 d    | 4 v, 0 n, 1 d     | 5/5            |
| Six Nations 2024 | 2    | 3 v, 1 n, 1 d    | 3 v, 1 n, 1 d     | 5/5            |

#### Coupe du monde
| Édition     | Rang               | Résultats France | Résultats Ollivon | Matchs Ollivon |
| ----------- | ------------------ | ---------------- | ----------------- | -------------- |
| Japon 2019  | Quart de finaliste | 3 v, 0 n, 1 d    | 2 v, 0 n, 1 d     | 3/4            |
| France 2023 | Quart de finaliste | 4 v, 0 n, 1 d    | 3 v, 0 n, 1 d     | 4/5            |

### Distinctions personnelles
- Meilleur troisième ligne centre de la saison 2014-2015 du Top 14, selon L'Équipe[60].
- Meilleur marqueur d'essai du Tournoi des Six Nations 2020 (4 essais)
- Oscars du Midi olympique :  Oscar d'Argent 2020[61]
- Prix World Rugby : Membre du XV masculin de l'année en 2023